# Людовик I (граф Шартра)
Людовик I Шартрский (фр. Louis de Chartres; 1318 — 2 ноября 1328) — граф Шартра (1325—1328), единокровный брат короля Филиппа VI Валуа.
Младший сын графа Карла де Валуа от его третьего брака с Матильдой де Шатильон, дочерью графа Ги IV де Сен-Поль и Марии Бретонской.
Получил Шартр после смерти отца в 1325 году. В 1328 году присутствовал на коронации старшего брата в Реймсе. 23 августа 1328 года сражался с фламандскими повстанцами на стороне короля в битве при Касселе. 2 ноября того же года внезапно умер в возрасте 19 лет.
Женат не был и потомства не оставил. Шартр отошёл к брату Людовика Карлу Алансонскому.